# Alhassan Samani
Alhassan Samani ist ein führender Politiker im westafrikanischen Staat Ghana. Seit der Regierungsumbildung zum 1. August 2007 ist Samani Amtsnachfolger von Boniface Gambila im Amt des Regionalministers der Upper East Region in der Regierung unter Präsident John Agyekum Kufuor. Zuvor war Samani als Zollbeamter (engl.: customs officer) tätig.